# برج بلک‌پول
برج بلک‌پول (انگلیسی: Blackpool Tower)یک جاذبهٔ توریستی در بلکپول لانکاشر است که در ۱۴ مه ۱۸۹۴ برای بازدید عموم باز شد. در هنگام افتتاح، این برج بلندترین سازهٔ دست بشر در امپراتوری بریتانیا محسوب می‌شد که از برج ایفل الهام گرفته شده بود. این برج ۱۵۸ متر ارتفاع و ۱۲۵مین برج بلند مستقل دنیاست. این برج از سال ۱۹۷۳ میلادی یک بنای فهرست‌شده درجه ۱ است.